# Une voix dans la tempête
Pour les articles homonymes, voir La Tempête.
Pour plus de détails, voir Fiche technique et Distribution.
Une voix dans la tempête (Voice in the Wind) est un film américain réalisé par Arthur Ripley, sorti en 1944.

## Fiche technique
- Titre original : Voice in the Wind
- Titre français : Une voix dans la tempête
- Réalisation : Arthur Ripley
- Scénario : Arthur Ripley et Friedrich Torberg
- Photographie : Richard Fryer
- Musique : Michel Michelet
- Société de production : Ripley/Monter Productions
- Société de distribution : United Artists
- Pays d'origine :  États-Unis
- Format : Noir et blanc - 1,37:1 - Mono
- Genre : Film dramatique, Film policier, Film noir
- Durée : 85 minutes
- Date de sortie : 1944

## Distribution
- Francis Lederer : Jan Volny
- Sigrid Gurie : Marya Volny
- J. Edward Bromberg : Dr Hoffman
- J. Carrol Naish : Luigi
- Alexander Granach : Angelo
- Luis Alberni : Barman